# Euscelidia livida
Euscelidia livida là một loài ruồi trong họ Asilidae. Euscelidia livida được Dikow miêu tả năm 2003. Loài này phân bố ở miền Ấn Độ - Mã Lai.